# 서울서부보호관찰소
서울서부보호관찰소(서울西部保護觀察所)는 법원으로부터 보호관찰을 조건으로 가석방된 사람들에 대하여 보호관찰을 실시하고, 사회봉사 및 수강명령 등을 통해 범죄예방 및 건전한 사회복귀를 지원하여 국민의 안전한 생활을 보호하기 위하여 설립된 대한민국 법무부 범죄예방정책국 소속기관이다.
서울서부보호관찰소장은 서기관으로 보한다. 서울특별시 서대문구 신촌로 217에 위치하고 있다.

## 연혁
- 2000년 3월 7일 서울보호관찰소서부지소 신설
- 2012년 3월 30일 서울서부보호관찰소(기관 승격)

## 관할 구역
- 서대문구
- 마포구
- 은평구
- 용산구